# Lu Over the Wall
Lu Over the Wall (яп. 夜明け告げるルーのうた, Yoaketsugeru Rū no Uta, укр. Пісня Лу, що сповіщає світанок) — японський анімаційний фільм-фентезі 2017 року, створений студією Science Saru та випущений компанією Toho за мотивами однойменного нінґьо. Режисером фільму став Масаакі Юаса, а сценарій написали Юаса та Рейко Йошіда. Музику до фільму написав Такацугу Мурамацу. Це вже другий фільм Science Saru, хоча цей був першим, який був спродюсований ними.
Фільм вийшов у Японії 19 травня 2017 року, він також був випущений компанією Anime Limited 6 грудня 2017 року та GKIDS 11 травня 2018 року. Half Symbolic Films випустили фільм 31 січня 2019 року.

## Сюжет
Кай Ашімото (яп. 足元カイ, Ashimoto Kai) — самотній і песимістичний 9-класник, який живе в містечку Хінаші (яп. 日無町, Hinashi-chō) зі своїм дідусем, виробником парасольок, і батьком. Його рок-гурт «SEIRÈN» створили його друзі Куніо (яп. 国夫) та Юхо (яп. 遊歩).
Одного разу Кай досліджує Острів Русалок (яп. 人魚島, Ningyojima) і зустрічає Лу (яп. ルー, Rū), дівчину-нінгьо. Під музичний ритм її риб'ячий плавник перетворюється на пару людських ніг. Між ними зав'язується дружба, і Кай бере Лу на екскурсію містом. Кай дізнається, що Лу не можна торкатися сонячного світла, інакше вона спалахне. Він також дізнається, що у Лу є тато, а її мати загинула під час аварії корабля. Кай знайомить Лу з Юхо та Куіно. Коли Кай випадково розкриває таємницю русалок, любов і сила музики Лу змушують їх танцювати по всьому місту. Незважаючи на егоїзм Кая, відео з Лу стають вірусними, і вона стає знаменитістю. Натхненний її популярністю, дідусь Юхо знову відкриває старий парк розваг у морському стилі на острові поблизу міста. Кай втрачає інтерес до гурту і починає ігнорувати Лу. SEIRÈN грає на відкритті парку, але після того, як приїжджає Лу і краде всю увагу, Юхо засмучується і тікає. 
Тим часом у місті наростають настрої проти риболюдей, і коли батько не може знайти Юхо, він покладає провину на Лу і захоплює її в полон. Погрожуючи їй сонячним світлом, батько Лу приходить, щоб врятувати її, що викликає прокляття, яке починає затоплювати місто. Кай і Юхо допомагають Лу та її батькові втекти, а ті, в свою чергу, згуртовують інших мешканців, щоб допомогти місту врятуватися від води, що піднімається. Допомагаючи, вони руйнують природну скелю, яка затуляє бухту від сонця, наражаючи себе на небезпеку на світанку. Коли загроза прокляття розсіюється, містяни збираються разом і використовують багато парасольок, щоб врятувати всіх морських істот від сонця
Кай вибачається перед Лу, і всі щасливо танцюють, поки всі морські істоти не повертаються в океан. Перед тим, як розлучитися, Кай і Лу зізнаються одне одному в коханні. Кай починає нове життя в місті. Однак зрозуміло, що Кай і Лу ще побачаться в майбутньому.

## Виробництво
Юаса оголосив у своєму Twitter, що він працює над фільмом у січні 2017 року. Він був анімований у гібридній формі, в якій ключові кадри були намальовані на папері, але замість традиційного очищення та проміжних кадрів, які все ще використовувалися в більшості традиційної японської анімації того часу, ці чорнові ключові кадри потім були векторизовані та вставлені в Adobe Flash.
Юаса визнав, що «Лу» має деякі схожі сюжетні елементи та візуальну тему води з фільмом Хаяо Міядзакі «Рибка Поньо на кручі», і що це спало йому на думку наприкінці роботи над фільмом. Він вважає, що це пов'язано з впливом на нього фільмів Міядзакі та Ісао Такахати «Панда велика і маленька», елементи якого Міядзакі повторно використав у «Поньо». Проте, він хотів віддати данину поваги роботам, якими він захоплюється.
Пісня Кадзуйоші Сайто 1997 року «Utautai no Ballad» (яп. 歌うたいのバラッド)  була обрана темою фільму.

## Сприйняття

### Відгуки критиків
На агрегаторі рецензій Rotten Tomatoes рейтинг схвалення фільму склав 78% на основі 45 рецензій із середньою оцінкою 6,4/10. На сайті критики сходяться на думці: «Фільм може бути цікавішим для перегляду, ніж для сприйняття, але особливий візуальний стиль режисера Масаакі Юаса пропонує барвисту компенсацію за часом розкидану історію». Metacritic, який використовує середньозважену оцінку, поставив фільму оцінку 62 зі 100 на основі 14 критиків, вказуючи на «загалом схвальні відгуки».
Чарльз Соломон з Los Angeles Times писав: «Сміливі образи Юаси та іноді заплутаний сюжет кидають виклик конвенціям традиційного анімаційного кіно, але він, безумовно, художник з індивідуальним баченням, чиї роботи пропонують щось справді нове та привабливе».
З іншого боку, Саймон Абрамс з RogerEbert.com сказав: «Не можу збрехати: мені було нудно протягом 112 хвилин, які я провів за переглядом цього фільму. Спочатку я думав, що у мене алергія на посередню англійську озвучку. Але незабаром я зрозумів, що моя найбільша проблема полягала у невиразному наративі. Я хотів, щоб творці фільму якось виправилися з цим протягом фільму, але вони не зробили цього».

### Нагороди
| Рік  | Нагорода                                       | Категорія                                                 | Номінант         | Результат |
| ---- | ---------------------------------------------- | --------------------------------------------------------- | ---------------- | --------- |
| 2017 | Міжнародний фестиваль анімаційного кіно в Ансі | Довгий кристал                                            | Lu Over the Wall | Перемога  |
| 2017 | Шанхайський міжнародний кінофестиваль          | Найкраща анімація                                         | Номінація        |           |
| 2017 | Міжнародний кінофестиваль «Фантазія».          | Найкращий повнометражний анімаційний фільм – срібний приз | Перемога         |           |
| 2018 | Кінопремія Майнічі                             | Премія Офудзі Нобуро                                      | Перемога         |           |
| 2018 | Японський фестиваль медіа-мистецтва            | Головний приз                                             | Перемога         |           |